# Међународни дан породице
Међународни дан породице обиљежава се сваке године 15. маја. Генерална скупштина Организације уједињених нација прогласила је овај празник резолуцијом A/RES/47/237 1993. године. Празником се истиче значај породице у међународној заједници. Први пут је обележен 15. маја 1994. године.
Међународни дан пружа прилику да се унапреди свијест о питањима која се односе на породице и да се повећа знање о друштвеним, економским и демографским процесима који утичу на породице.

## Шта је све претходило успостављању Дана породице
Током 1980-их, Уједињене нације су почеле да усмеравају пажњу на питања везана за породицу. Године 1983, на основу препорука Економског и социјалног савета, Комисија за друштвени развој у својој резолуцији о улози породице у процесу развоја (1983/23) затражила је од генералног секретара да повећа свест међу доносиоцима одлука и јавности о проблемима и потребама породице, као и о ефикасним начинима задовољавања тих потреба.
У својој резолуцији 1985/29 од 29. маја 1985. године, Савет је позвао Генералну скупштину да размотри могућност укључивања у привремени дневни ред своје четрдесет прве седнице тачке под називом „Породице у процесу развоја“, како би се размотрило захтев Генералном секретару да покрене процес развоја глобалне свести о питањима која су у питању, усмерена ка владама, међувладиним и невладиним организацијама и јавном мњењу.
Касније, на основу препорука Комисије за друштвени развој, формулисаних на 30. кругу заседања, Скупштина је позвала све државе да изнесу своје ставове о могућем проглашењу међународне године породице и да дају своје коментаре и предлоге.
У својој резолуцији 44/82 од 9. децембра 1989. године, Генерална скупштина је прогласила Међународну годину породице.
Генерална скупштина је 1993. године у резолуцији (A/RES/47/237) одлучила да се 15. мај сваке године обележава као Међународни дан породице. Овај дан пружа прилику да се унапреди свест о питањима која се односе на породице и да се повећа знање о друштвеним, економским и демографским процесима који утичу на породице.

## Обиљежавање датума
Датум избора за ову прославу био је 15. мај сваке године, а изабран је поводом усвајања првобитне резолуције којом је предложена Међународна година породице. Обиљежавање Међународног дана породице почело је 1994. године, и пружа прилику за промовисање свести о питањима везаним за породице и повећање знања о социјалним, економским и демографским процесима који утичу на њих.

## Теме
Сваке године генерални секретар УН најављује тему за Међународни дан породице.
- 2025. - "Породично оријентисане политике за одрживи развој"[10]
- 2024. - "Породице и климатске промене"[11]
- 2023. - "Породични демографски трендови"
- 2022. - "Породице и урбанизација"
- 2021. - "Породице и нове технологије"[12]
- 2020. – „Породице у развоју: Свјетска конференција о женама, 1980. године у Копенхагену и Пекиншка декларација + 25”[13][14]
- 2019. – „Породице и климатске акције: Фокус на циљеве одрживог развоја“[15]
- 2018. – „Породице и инклузивна друштва“[16]
- 2017. – „Породице, образовање и благостање“[17]
- 2016. – „Породице, здрав живот и одржива будућност“
- 2015. – „Мушкарци задужени? Родна равноправност и права деце у савременим породицама“
- 2014. – „Породице су важне за постизање развојних циљева; Међународна година породице + 20“
- 2013. – „Унапређење друштвене интеграције и међугенерацијске солидарности“
- 2012. - „Обезбеђивање породичне равнотеже посла“
- 2011. - "Суочавање са породичним сиромаштвом и социјалном искљученошћу"
- 2010. – „Утицај миграције на породице широм света“
- 2009. - "Мајке и породице: Изазови у свету који се мења"
- 2008. - "Очеви и породице: одговорности и изазови"
- 2007. - "Породице и особе са инвалидитетом"
- 2006. - "Промена породице: изазови и могућности"
- 2005. - "HIV/AIDS и породично благостање"
- 2004. - "Десетогодишњица Међународне године породице: Оквир за акцију"
- 2003. – „Припреме за обележавање десете годишњице Међународне године породице 2004.“
- 2002. - "Породице и старење: могућности и изазови"
- 2001. - "Породице и волонтери: Изградња друштвене кохезије"
- 2000. - "Породице: агенти и корисници развоја"
- 1999. - "Породице за све узрасте"
- 1998. - "Породице: васпитачи и пружаоци људских права"
- 1997. - "Изградња породице на основу партнерства"
- 1996. - "Породице: прве жртве сиромаштва и бескућништва"